# Bomb in a Birdcage
Bomb in a Birdcage — второй студийный альбом американской группы A Fine Frenzy, выпущен 28 августа 2009 года в Германии и 8 сентября 2009 года в США. Альбом стал дебютом для A Fine Frenzy. Все синглы с альбома были выпущены на iTunes: «Blow Away» в июле 2009 года, «Happier» и «Electric Twist» в 2010 году. Четвёртый сингл из альбома, «Coming Around», был выпущен только на iTunes 1 сентября, за неделю до американского релиза альбома. «Silent War», ещё один эксклюзивный трек, выпущенный на Amazon MP3.

## Список композиций
1. «What I Wouldn’t Do» — 2:57
2. «New Heights» — 4:12
3. «Electric Twist» — 4:31
4. «Blow Away» — 4:09
5. «Happier» — 3:30
6. «Swan Song» — 3:43
7. «Elements» — 3:24
8. «The World Without» — 4:15
9. «Bird of the Summer» — 3:18
10. «Stood Up» — 4:48
11. «The Beacon» — 3:22
12. «Silent War» (Amazon MP3 Bonus Track) — 4:25
13. «Coming Around» (iTunes Bonus Track) — 4:23

## Чарты
| Чарт (2009)           | Позиция |
| --------------------- | ------- |
| Austrian Albums Chart | 35      |
| German Albums Chart   | 33      |
| Swiss Albums Chart    | 15      |
| US Billboard 200      | 28      |